# قلعه کیقباد
قلعه کیقباد مربوط به سدهٔ ۴ و ۵ ه.ق است و در شهرستان طالقان، روستای هرنج واقع شده و این اثر در تاریخ ۱۲ بهمن ۱۳۸۱ با شمارهٔ ثبت ۷۰۸۰ به‌عنوان یکی از آثار ملی ایران به ثبت رسیده است.
قلعه کیقباد هرنج در فاصله ۳ کیلومتری شمال غربی روستای هرنج طالقان بر فراز کوه قرار دارد و مربوط به دوره اسماعیلیه‌است. از این قلعه اکنون جز بقایای دیوارهایی از ملات ساروج چیزی باقی نمانده‌است. حد فاصل دیوار شرقی و غربی حدود ۱۰۰ متر و در وسط محوطه آثار یک حوض سنگی به چشم می‌خورد که به احتمال زیاد برای جمع آوری آب باران و برف مورد مصرف بود. سفالینه‌های جمع آوری شده از سطح تپه به قرن پنجم ه.ق تعلق دارد.